# Pimento cheese

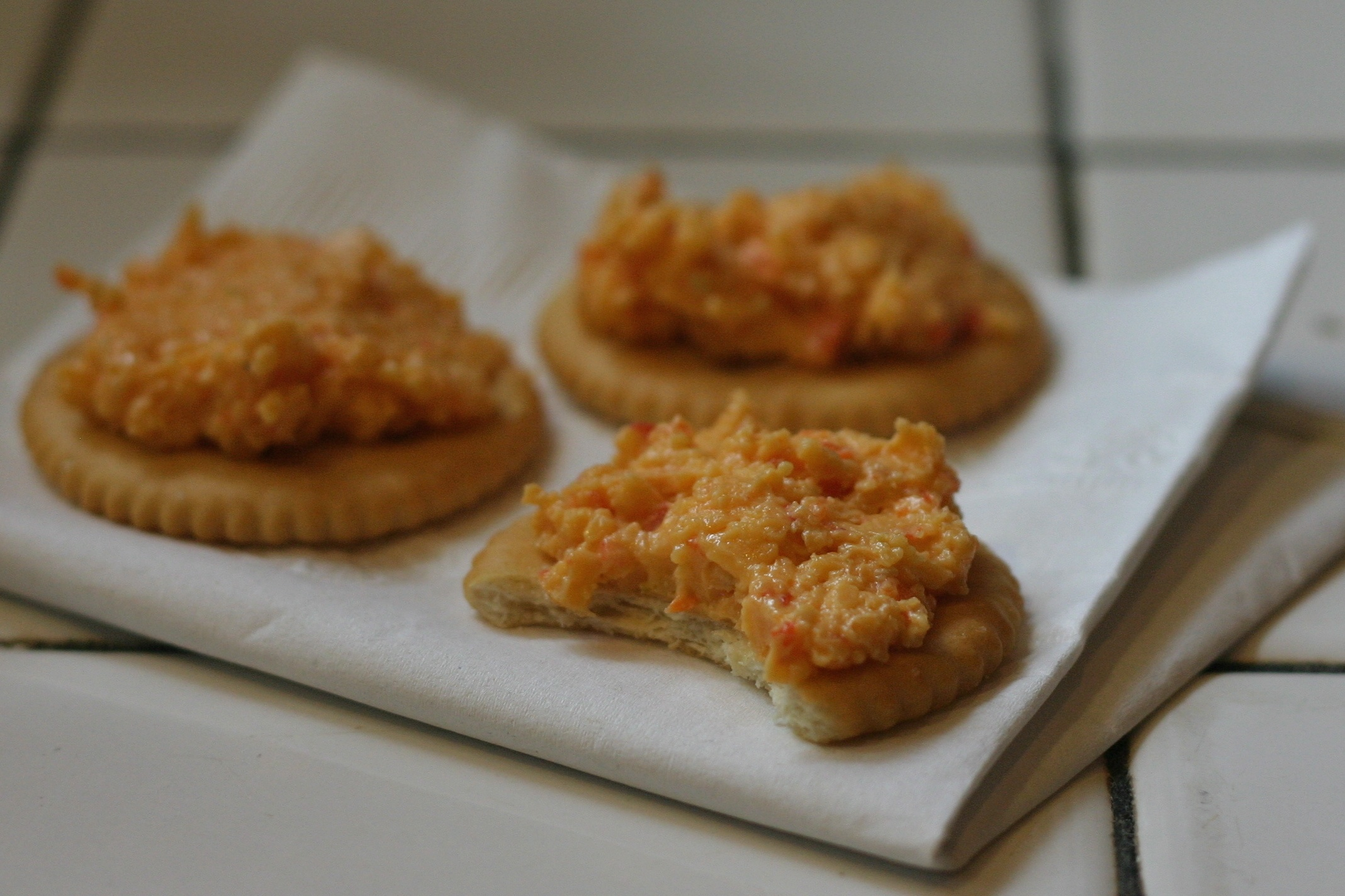
Queso pimiento sobre crackers Ritz.

El pimento cheese (del inglés: "queso pimiento") es un queso procesado típico de la cocina sureña de Estados Unidos  que se elabora con pimiento picado y mayonesa. Su empleo junto con otros quesos como el cheddar es muy habitual y su aspecto final es el de una pasta que acaba untándose en tostas. Existe una gran cantidad de ingredientes regionales, lo que incluye pero no está limitado a: queso Velveeta, salsa worcestershire, pimentón, jalapeños, pepinillos, cebollas o ajo.

## Servir
Por su textura pastosa, este queso suele ser empleado untado en tostas, que pueden ser crackers, o en apio, y a veces es un ingrediente especial de las hamburguesas. En algunos casos es empleado como ingrediente de la preparación y relleno de los huevos endiablados. Es un ingrediente esencial en la denominada fingerfood.